# Манастир Светог Тадеја
39° 04′ 35″ С; 44° 30′ 50″ И / 39.0763852° С; 44.5138347° И
Манастир Светог Тадеја (јерм. Սուրբ Թադէոսի վանք, Surb Tadeosi vank; перс. کلیسای تادئوس مقدس, Kelisā-ye Tādeus moghadas) је древни јерменски манастир у планинској области провинције Западни Азербејџан, у Ирану. Верује се да је то једна од најстаријих црквених грађевина на свету.
Такође је познат и као Кара Килисе („Црна црква“)  (перс. قره‌ کلیسا, Qare Kelisā), налази се око 20 километара од града Чалдирана.   Манастир и његови карактеристични јерменски купасти кровови видљиви су са велике удаљености. 
Манастир је место ходочашћа које је 2020. године УНЕСКО уврстио на своју листу нематеријалног културног наслеђа. 

## Историја и архитектура манастира
Према традицији Јерменске апостолске цркве, Свети Тадеј, такође познат као Свети Јуда, (не мешати се са Јудом Искариотским), евангелисао је област Јерменије и Персије.  Према Мојсију из Хоренација, јерменском историчару који је писао у 5. веку, Тадеј је страдао у Јерменији под краљем Санадруком  и поштован је као апостол Јерменске цркве.  Тачан датум изградње није познат. 
Манастир је оштећен 1231. године, током монголске инвазије на Персијско царство, и поново 1242. 
Мало је остало од првобитне структуре манастира, јер је опсежно обнављан након што га је оштетио земљотрес 1319. године, током којег је погинуло 75 монаха.  Ипак, неки од делова који окружују олтарску апсиду датирају из 7. века.
Већи део садашње структуре датира из 1811,  када је каџарски принц Абас Мирза помогао реновирање и поправке. Симеон, игуман манастира, дозидао је цркви велики западни наставак налик припрати.
У јулу 2008. Манастир Светог Тадеја је додат на Унескову листу светске баштине, заједно са још два јерменска споменика у истој покрајини: манастиром Светог Стефана и капелом Џорџор. 

## Ходочашће
Годишње тродневно ходочашће у манастир Светог Апостола Тадеја у северозападном Ирану одржава се сваког јула. На ходочашћу се поштују два истакнута свеца: Свети Тадеј, један од првих апостола који проповеда хришћанство, и Света Сантукхд, прва хришћанска мученица. У ходочашћу учествује јерменско становништво у Ирану, Иранци-Јермени који живе у Јерменији и следбеници Јерменске апостолске цркве. Ходочасници се окупљају у Табризу пре поласка у манастир. Годишње пређу 700 километара од Јеревана до манастира. Обред помена обухвата посебне литургије, литије, молитве и пост. Кулминира светом мисом са светим причешћем. 
Одржавају се традиционалне јерменске народне представе и послужују се јерменска јела. Сматра се примарним друштвеним и културним догађајем године. Пошто учесници бораве у шаторима у непосредној близини једни другима, осећај заједнице је изражен. 
Манастир је више од деветнаест векова био место ходочашћа. Међутим, током година совјетске власти у Јерменији, учешће у ходочашћу је било забрањено. Носиоци ходочашћа су сачували културна сећања на ходочашће и пренели их породицама и заједницама. Тек након стицања независности 1990-их настављено је ходочашће из Јерменије.
Ходочашће у Манастир Светог Тадеја уписано је на листу нематеријалне светске баштине 2020. године за Иран и Јерменију. 

## Предања
Према предању јерменске цркве, апостоли Тадеј и Вартоломеј су путовали кроз Јерменију 45. године нове ере да проповедају реч Божију, где су се многи људи обратили и основане бројне тајне хришћанске заједнице.
Древни хришћански историчар Мојсије из Хорене испричао је следећу причу, коју већина савремених историографа сматра легендом.  Тадеј је преобратио краља Авгара V од Едесе. После његове смрти, јерменско краљевство је подељено на два дела. Његов син Ананун се крунисао у Едеси, док је у Јерменији владао његов нећак Санатрук. Око 66. године нове ере, Ананун је наредио да се у Едеси убије Свети Тадеј. Краљева ћерка Сандохт, која је прешла у хришћанство, страдала је заједно са Тадејем. За њену гробницу се каже да се налази у близини манастира.